# 아수라 (1990년 영화)
《아수라》(阿修羅)는 1990년에 개봉한 오기노 마코토의 동명만화를 영화화한 영화 공작왕의 속편이다.

## SBS 성우진 (1997년 1월 2일)
- 김수경 - 아수라(엽온의)
- 구자형 - 공작(원표)
- 황윤걸 - 길상(아베 히로시)
- 황일청 - 대사(카츠 신타로)
- 한수경 - 법사(나토리 유코)
- 강희선 - 여왕(예설)
- 이종혁 - 단(유석현)
- 윤소라 - 단의 동생(이려진)
- 조향이 - 법사의 제자(노리코 아라이)
- 신상숙 - 법사의 제자(료 나루시마)
- 이선 - 법사의 제자(유카리 타치바나)
- 박홍식 - 여왕의 부하(종영)
- 박규웅 - 여왕의 부하(맥위장)
- 이영달 - 외국인
- 나수란 - 할머니
- 강연숙 - 외국인
- 박상훈 - 외국인